# Édouard Salzborn
Édouard Salzborn (Pfastatt, 29 de septiembre de 1927 - Épinal, 22 de febrero de 2013) fue un jugador profesional de fútbol francés que jugaba en la demarcación de centrocampista.

## Biografía
Édouard debutó como jugador de fútbol profesional en el FC Sochaux en 1951 con 24 años, jugando en el club durante cuatro temporadas. En 1955 fue traspasado al UA Sedan-Torcy y tras tres años en el club fue traspasado por último al  Le Havre AC, equipo con el que se retiró en 1959 consiguiendo la Copa de Francia en 1959 cuando jugaba en la Ligue 2.

## Clubes
| Club           | País    | Año         |
| -------------- | ------- | ----------- |
| FC Sochaux     | Francia | 1951 - 1955 |
| UA Sedan-Torcy | Francia | 1955 - 1958 |
| Le Havre AC    | Francia | 1958 - 1959 |

## Palmarés
- 1953: Copa Charles Drago - FC Sochaux
- 1959: Copa de Francia -  Le Havre AC
- 1959: Ligue 2 -  Le Havre AC
- 1959: Supercopa de Francia -  Le Havre AC